# Asediul Phenianului (1592)
Asediul Phenianului a fost parte a Războiului de Șapte ani dintre Japonia și Coreea. Konishi Yukinaga, daimyo japonez, au capturat Phenianul și garnizoana în iarna anului 1592. Un mic detasament de 3000 de soldați ai Imperiului Ming a sosit de la unul din comandanții manciuriani pentru a investiga amploarea invaziei japoneză după ce Seonjo de Joseon a pledat pentru ajutor de la instanța Ming. Forța chineză a montat o unitate cu renume și cu multă experiență. Cu toate acestea, Konishi era deja pregătit. Cand chinezii au intrat într-un Phenian aparent gol, japonezii i-au așteptat cu o ambuscadă cu foc de archebuză și au câștigat repede. Forța chinezească a fost anihilată, dar aspectul trupelor chinezești a cauzat rețineri printre japonezi, care se temeau de o forță mai mare. Garnizoana japoneză a petrecut iarna 1592-1593 în izolare și nu a riscat să intre în oraș de teama de a întâlni trupe chineze, fără întăriri și surse de aprovizionare. Liniile de alimentare de pe mare au fost tăiate de amiralul Yi Sun-Sin.